# اداره کشاورزی ایالت واشینگتن
اداره کشاورزی ایالت واشینگتن (انگلیسی: Washington State Department of Agriculture) مسیول امورات کشاورزی ایالت واشینگتن است.
ادره کشاورزی واشینگتن با نام سابق (انگلیسی: Washington Agriculture Commission) در سال ۱۹۱۳ تأسیس شد.